# Iris Mayer (Schauspielerin)
Iris Mayer (* 20. Jahrhundert in München) ist eine deutsche Schauspielerin und Hörspielsprecherin.

## Leben
Iris Mayer spielte Anfang der 1960er Jahre unter dem Namen Iris Mayer-Erkelenz einige Rollen am Volkstheater im Sonnenhof in München.
In den 1960er und 1970er Jahren war sie in einigen Filmen und Fernsehproduktionen zu sehen. Als ihren ersten Filmauftritt führt die Filmdatenbank IMDb die Märchenverfilmung Frau Holle – Das Märchen von Goldmarie und Pechmarie aus dem Jahre 1961, in der sie an der Seite von Lucie Englisch (Frau Holle) die Rolle der Pechmarie hatte. Nach der Märchenverfilmung spielte sie im gleichen Jahr in dem Kriminalfilm Der Weg ist dunkel die Rolle der Gianna. 1962 spielte sie in der TV-Serie Hauptgewinn: 6 mit. Mayer wirkte für den Bayerischen Rundfunk in mehreren Aufzeichnungen der Fernsehserie Königlich Bayerisches Amtsgericht mit. 1973 war sie in der TV-Serie Mordkommission in der Folge Mutter Zwilcher in einer Episodenrolle als Maria zu sehen.
Mayer arbeitete häufig auch als Sprecherin für Hörspiele. Sie wirkte dabei insbesondere in Märchenhörspielen mit, unter anderem als Mädchen in Die Sterntaler, als Zwerg in Schneewittchen oder in der Titelrolle von Hans im Glück. In mehreren Märchen übernahm sie auch die Rolle der Erzählerin. Teilweise arbeitete sie hier auch unter dem Namen Iris Mayer-Fröhlich. Auch nahm sie Schallplatten mit Kinderliedern auf. In einigen Produktionen war Hans Putz ihr Partner.
In den Hörspielreihe Meister Eder und sein Pumuckl wirkte sie in den Hörspielen Der Wollpullover (1969, als Frau Schröder) sowie als Mutter in Pumuckl auf Hexenjagd mit.

## Filmografie
- 1961: Frau Holle
- 1961: Der Komödienstadel (1 Folge)
- 1961: Unternehmen Kummerkasten (Fernsehserie, 3 Folgen)
- 1961: Der Weg ist dunkel (Fernsehfilm)
- 1962: Hauptgewinn: 6 (Fernsehserie)
- 1969–1971: Königlich Bayerisches Amtsgericht (Fernsehserie, 3 Folgen)
- 1973: Mordkommission (Fernsehserie, 1 Folge)